# Apolo 6
Apolo 6 (SA-502) fue una misión espacial no tripulada de Estados Unidos, lanzada el 4 de abril de 1968. Fue la segunda misión de tipo A del programa Apolo, y su última misión no tripulada. 

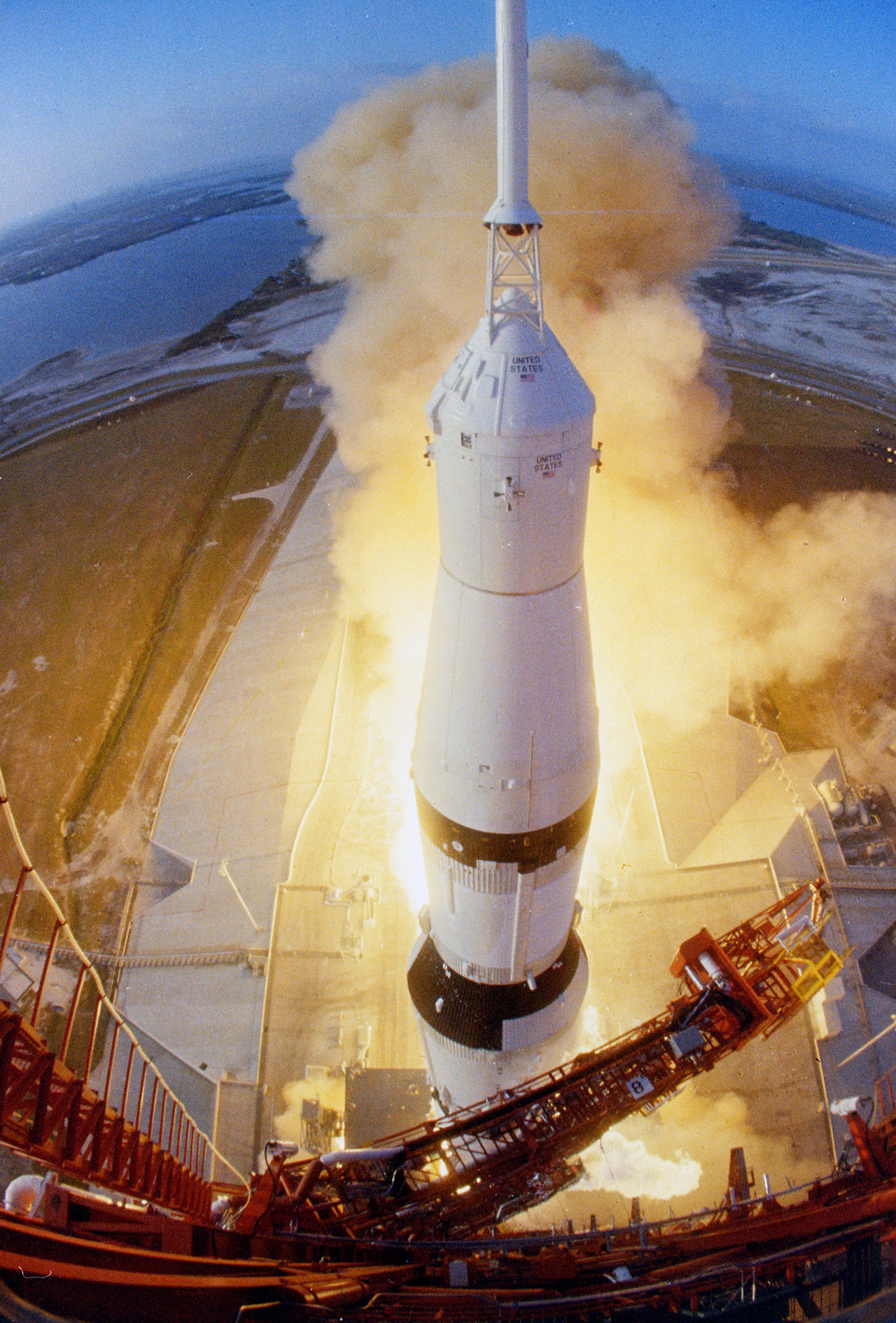
Lanzamiento del Apolo 6 desde la azotea de la torre de lanzamiento.

Los objetivos fueron demostrar la capacidad del vehículo de lanzamiento Saturno V de realizar una inyección translunar con una carga simulada aproximada al 80% de una nave Apolo completa, y repetir la demostración de la capacidad del escudo térmico del módulo de mando (CM) para soportar el calor producido por la velocidad de una reentrada lunar. El plan de vuelo solicitado para una siguiente inyección translunar para un directo retorno de aborto usando el motor principal del módulo de mando (CM), con un tiempo total de vuelo de aproximadamente 10 horas.
Un fenómeno conocido como oscilación pogo dañó algunos de los motores Rocketdyne J-2 en la segunda y tercera etapas por la ruptura de las líneas de combustible internas, causando a dos motores de la segunda etapa a cerrar antes de tiempo. El sistema de guía de a bordo del vehículo era capaz de compensarlo quemando la segunda y tercera etapas por más tiempo, aunque la órbita de aparcamiento resultante fue más elíptica de lo previsto. El motor dañado de la tercera etapa también falló al reiniciar la inyección translunar. Los controladores de vuelo elegidos para repetir el perfil de vuelo de la prueba anterior con Apolo 4, lograron un rendimiento de alta órbita y de alta velocidad usando el motor del módulo de mando (CM). A pesar de los fallos del motor, proporcionó suficiente confianza a la NASA para utilizar el Saturno V para lanzamientos tripulados. Desde Apolo 4 el S-IVB ya había demostrado el reinicio y probado el protector de calor a plena velocidad de reentrada lunar, un potencial tercer vuelo no tripulado fue cancelado.

## Objetivos
Apolo 6 fue la intención de enviar el Módulo de Mando y Servicio de Apolo (CM) más un artículo de prueba del módulo lunar (LM), un módulo lunar simulado, montado con sensores de vibraciones estructurales, en una trayectoria translunar. Sin embargo, la Luna no estaría en posición para un vuelo translunar, y el motor del Módulo de mando y servicio sería encendido unos cinco minutos más tarde para reducir la velocidad de la nave, dejando caer su apogeo a 22.204 km y haciendo que el CSM vuelva a la Tierra, simulando un aborto de «retorno directo». En el partido de vuelta, el motor se encenderá una vez más para acelerar la nave para simular la trayectoria de retorno nominal lunar con un ángulo de reingreso de -6,5 grados y la velocidad de 11.100 m/s. Toda la misión duraría aproximadamente 10 horas.
Esto probaría la capacidad del vehículo de lanzamiento Saturno V para enviar toda la nave Apolo a la Luna, y en particular para probar el estrés en el módulo lunar y los modos de vibración de todo el Saturno V con cargas cercanas al completo. Una misión espacial Lunar con carga completa no fue bastante simulado debido a que el Módulo Lunar de prueba LTA-2R pesaba 12.000 kg, solo un 80% de un Módulo lunar nominal (15.000 kg). Además, el Módulo de mando y servicio (CSM) solamente fue alimentado a un peso de 25.140 kg de peso en lugar de la misión lunar nominal de 28.800 kg.
Fue la primera misión en utilizar la High Bay 3 en el Edificio de ensamblaje de vehículos (VAB), Lanzador Móvil 2 y Firing Room 2.

## Ensamble de vehículos

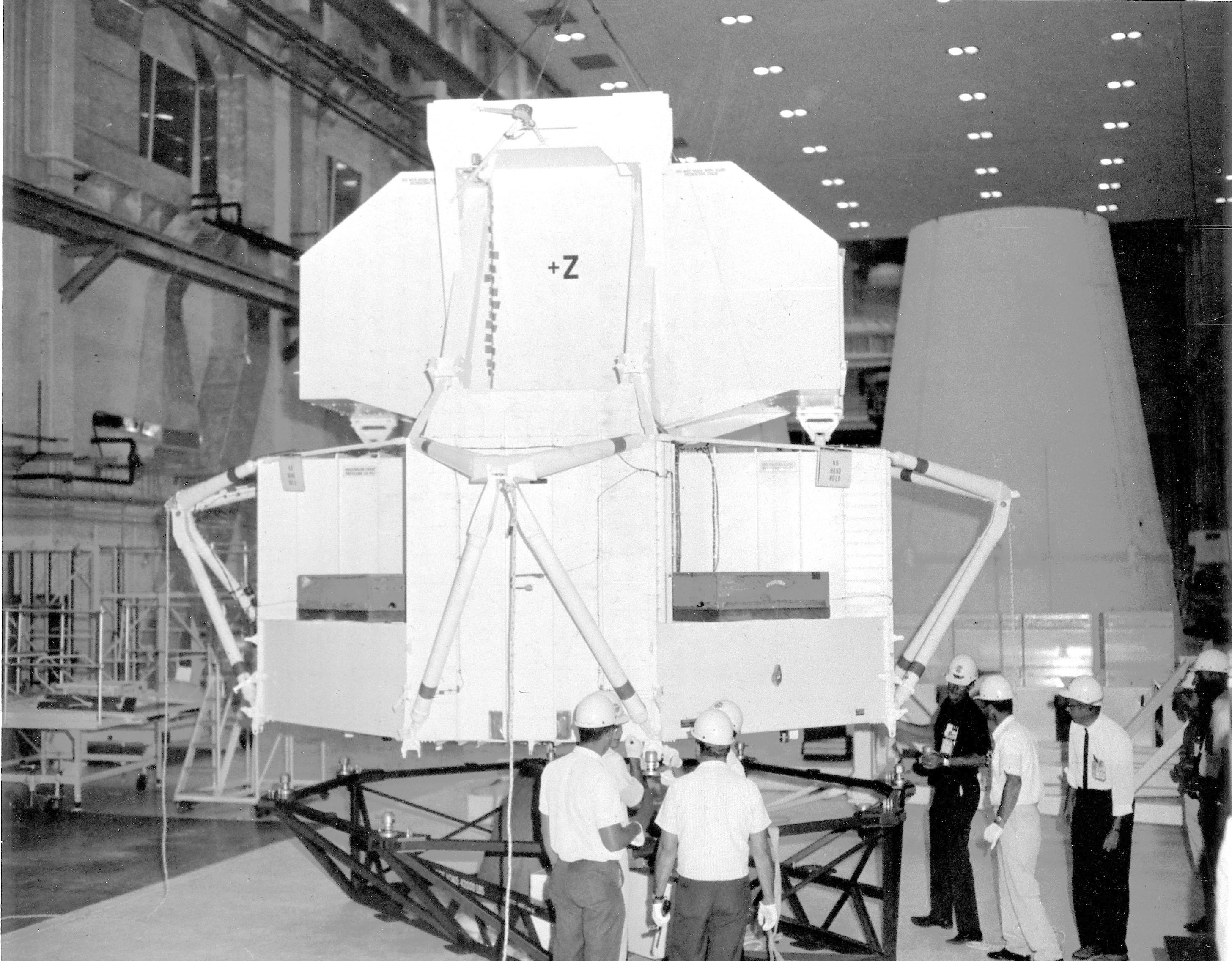
El Módulo Lunar de prueba (LTA-2R) siendo movido para acoplarse con el adaptador del Módulo lunar.

La primera etapa S-IC llegó por barco el 13 de marzo de 1967 y fue erigida en el VAB cuatro días más tarde, con la tercera etapa S-IVB y la Unidad de Instrumentos del Saturno V llegando el mismo día. La segunda etapa S-II fue de dos meses detrás de ellos y así fue sustituido con un espaciador con forma de mancuerna para que la prueba pueda proceder. Esto tenía la misma altura y masa que el S-II junto con todas las conexiones eléctricas. La S-II llegó el 24 de mayo. Se apilaron y se acoplaron en el cohete el 7 de julio.
La prueba fue lenta, ya que todavía estaban mirando el vehículo de lanzamiento para el Apolo 4, una limitación del sistema en el que no había dos de todo y de todos. El VAB podía manejar hasta cuatro Saturno V, pero solo pudo sacar uno a la vez.
El módulo de mando y servicio (CSM), un modelo Bloque I, similar al volado en tres pruebas anteriores no tripuladas, llegó 29 de septiembre y se apilaron 10 de diciembre. En realidad, fue un híbrido de dos naves de producción, que consistían los CM-020 y SM-014, SM-020 ya había sido destruido en una explosión de un tanque y CM-014 había sido desmantelada para apoyar la investigación sobre el incendio de Apolo 1. Después de dos meses de pruebas y reparaciones, el cohete se trasladó a la plataforma el 6 de febrero, el 1968.

## Vuelo

### Lanzamiento

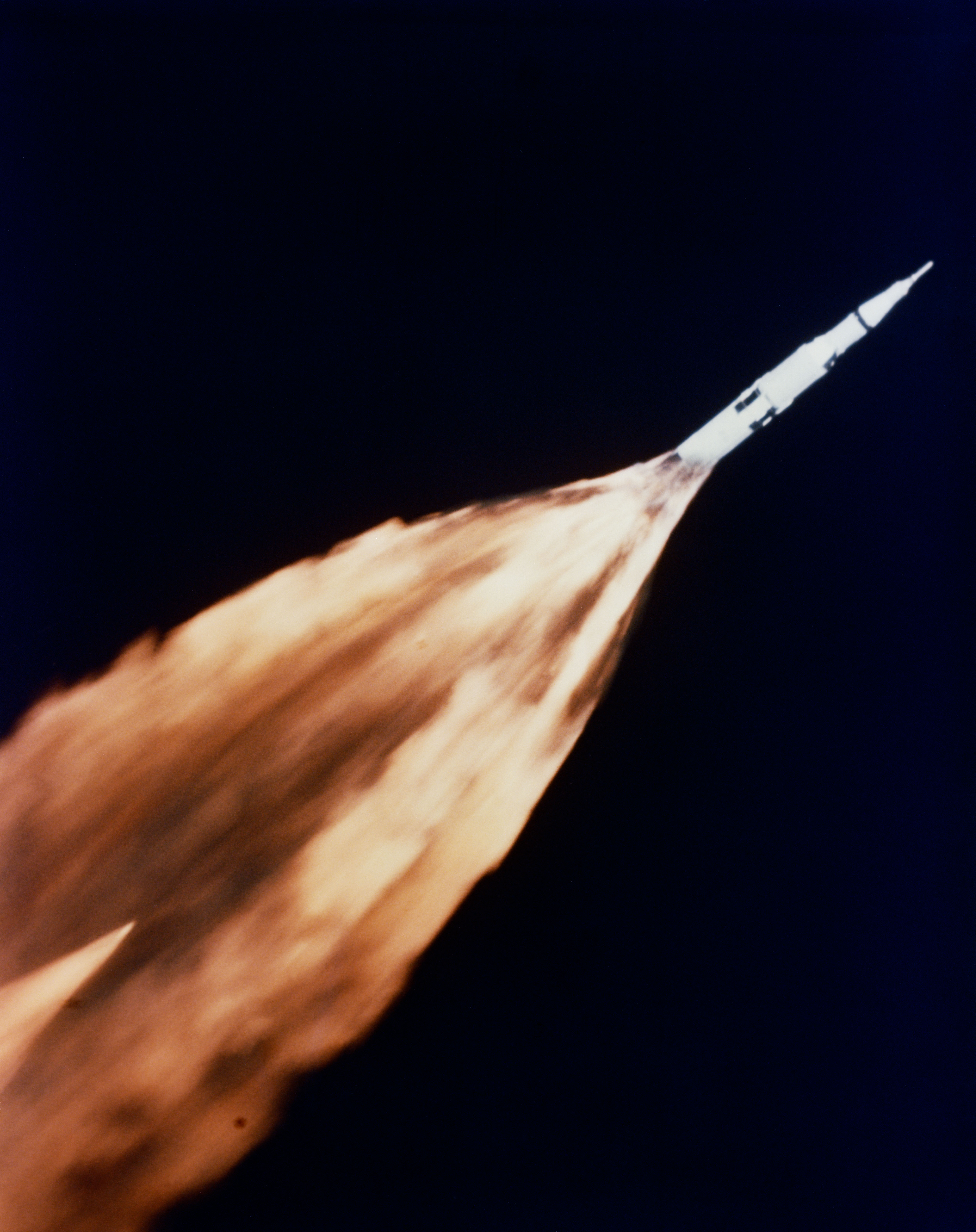
Vista del lanzamiento del Apolo 6 desde un avión de seguimiento.

A diferencia del vuelo virtualmente perfecto de Apolo 4, Apolo 6 experimentó problemas desde el principio. A 2 minutos de vuelo, el cohete experimentó serias oscilaciones pogo durante unos 30 segundos. George Mueller explicó la causa a una audiencia en el Congreso de Estados Unidos:

Las Oscilaciones Pogo surgen fundamentalmente porque usted ha empujado las fluctuaciones en los motores. Esas son características normales de los motores. Todos los motores tienen lo que podríamos llamar el ruido en su producción debido a que la combustión no es bastante uniforme, por lo que tiene esta fluctuación en el empuje de la primera etapa como una característica normal de toda quema del motor.

Ahora, a su vez, el motor se alimenta a través de una tubería que lleva el combustible de los tanques y la inyecta en el motor. la longitud de las tuberías es algo así como un tubo de un órgano por lo que tiene una cierta frecuencia de resonancia por si propia y lo que realmente resultara es que oscilará al igual que lo hace un tubo de órgano.

La estructura del vehículo es muy similar a un tenedor de ajuste, por lo que si se le golpea correctamente, oscilará de arriba hacia abajo en sentido longitudinal. En un sentido bruto es la interacción entre las diferentes frecuencias que hace que el vehículo oscile.

[cita requerida]
En parte debido a las vibraciones, el adaptador de la nave espacial que une el Módulo de mando y servicio|CSM al cohete y alojada en la maqueta del módulo lunar, empezó a tener algunos problemas estructurales. Las cámaras aéreas registraron varias piezas de caerse en T+133 segundos.
Después de la primera etapa se desechó, la segunda etapa S-II comenzó a experimentar sus propios problemas. el motor número dos tenía problemas de rendimiento a 225 segundos después del despegue, lo que empeoró bruscamente en T+319 segundos, y luego en T+412 segundos, la unidad de Instrumentos logró apagarlos en conjunto. A continuación, luego dos segundos más tarde, el motor número tres se apagó también. La Unidad de Instrumentos fue capaz de compensarlo, y los tres restantes motores siguieron encendidos durante 58 segundos más de lo normal. La tercera etapa S-IVB también tuvo que quemar durante 29 segundos más de lo habitual. La S-IVB también experimentó una ligera pérdida de rendimiento.
La primera etapa S-IC impactó en el océano Atlántico al este de la Florida (30°12′N 74°19′O / 30.200, -74.317), mientras que la segunda etapa S-II impactado al sur de las Azores (31°12′N 32°11′O / 31.200, -32.183).

### Órbita
Debido al lanzamiento menos que nominal, el CSM y el S-IVB fueron insertados en una órbita de aparcamiento de 93,49 millas náuticas (173,1 km) por 194,44 millas náuticas (360,1 km), en lugar de la planeadas 100 millas náuticas (185,2 km) de órbita circular. Luego, después de las dos órbitas de estacionamiento estándar para comprobar la preparación del vehículo para una Inyección translunar (TLI), el S-IVB no pudo reiniciarse.
Se decidió utilizar el motor del módulo de servicio para levantar la nave espacial en una órbita alta, como se había hecho en Apolo 4, con el fin de completar algunos de los objetivos de la misión. Se quemó durante 442 segundos (más de lo que jamás se dispararía en una misión lunar nominal) para llegar al apogeo planeado de 11,989 millas náuticas (22,2 km). Ahora no había suficiente combustible para acelerar la reentrada atmosférica y la nave espacial sólo entró a la atmósfera a una velocidad de 33 pies por segundo (10,1 m/s) en lugar de los 37 pies por segundo (11,3 m/s) de un retorno lunar. Sin embargo, esto se había demostrado en Apolo 4.
Diez horas después del lanzamiento, aterrizó a 43 millas náuticas (80 km) del punto de aterrizaje previsto en el Océano Pacífico Norte al norte de Hawái, y fue izado a bordo del USS Okinawa.
La órbita del S-IVB decayó tres semanas más tarde y volvió a entrar en la atmósfera el 25 de abril de 1968.
Aunque Apolo 6 no alcanzó velocidades translunares completas en ninguna dirección, se consideró lo suficientemente exitoso como para volar astronautas en el próximo Saturno V, Además, se encargó de enviarlos a la Luna (órbita lunar) en lugar de la órbita terrestre previamente planeada para Apolo 8 el siguiente diciembre. En cambio, el siguiente vuelo, Apolo 7, que no usó un Saturno V, fue utilizado para probar primero la capacidad tripulada de Apolo, haciéndolo en órbita terrestre.